# Герб Заболотова
Герб Заболотова — офіційний символ селища Заболотів, Коломийського району Івано-Франківської області, затверджений 27 січня 2023 р. рішенням сесії Заболотівської селищної ради. Герб є промовистим.
Автори — А. Гречило та В. Косован.

## Опис герба
У синьому полі над двома срібними пониженими тонкими хвилястими балками спинається золотий лев із червоним язиком перед срібним 5-раменним хрестом.

## Значення символів
Лев і хрест (5-раменний хрест — герб Пилява) походять із давнішого варіанту герба Заболотова, відомого з печаток містечка. Хвилясті смуги характеризують географічне розташування над річкою Прут і Турка, а також асоціативно вказують на одну з версій про походження назви поселення від визначення «за болотами» та іншими водоймами, які були природнім захистом від ворожих нападів.
Доповнення старого сюжету новими елементами підкреслило географічні особливості селища та дало змогу створити знак, відмінний від подібного герба сусіднього Печеніжина. За наполяганням селищної ради зображення лева взято з тиражованого у Вікіпедії малюнку.